# Santalum album
Santalum album är en sandelträdsväxtart som beskrevs av Carl von Linné. Santalum album ingår i släktet Santalum och familjen sandelträdsväxter. IUCN kategoriserar arten globalt som sårbar. Inga underarter finns listade i Catalogue of Life.